# Comamonas humi
Comamonas humi es una bacteria gramnegativa del género Comamonas. Fue descrita en el año 2014. Su etimología hace referencia a suelo. Es aerobia e inmóvil. Tiene un tamaño de 0,5-0,9 μm de ancho por 0,8-4,2 μm de largo, y crece en forma individual, en parejas o en cadenas cortas. Catalasa y oxidasa positivas. Forma colonias planas, circulares y con el borde oscuro en agar R2A tras 3 días de incubación. Temperatura de crecimiento entre 15-30 °C, óptima de 25-30 °C. Contiene gránulos de polihidroxibutirato. Se ha aislado de una muestra de suelo en un área urbana en Japón. 